# HD 187085
HD 187085は、いて座の方角に約144光年の距離にある黄色の主系列星である。太陽よりも若く、約10億歳と推定されており、太陽よりも1.2倍質量が大きい。
| 太陽 | HD 180785 |
| ---- | --------- |
| 太陽 | Exoplanet |

## 惑星系
2006年、視線速度法を用いたアングロ・オーストラリアン天文台の太陽系外惑星捜索計画によって、惑星HD 187085 bが周囲を公転していることが公表された。
| 名称 （恒星に近い順） | 質量     | 軌道長半径 （天文単位） | 公転周期 (日) | 軌道離心率 | 軌道傾斜角 | 半径 |
| --------------------- | -------- | ----------------------- | ------------- | ---------- | ---------- | ---- |
| b                     | >0.75 MJ | 2.05                    | 986           | 0.47       | —          | —    |

## 名称
2019年、世界中の全ての国または地域に1つの系外惑星系を命名する機会を提供する「IAU100 Name ExoWorldsプロジェクト」において、HD 187085 はウガンダに割り当てられる系外惑星系となった。このプロジェクトは、「国際天文学連合100周年事業」の一環として計画されたイベントの1つで、ウガンダ国内での選考、国際天文学連合 (IAU) への提案を経て、2019年12月に最終結果が発表される予定である。